# Puchar Polski w piłce nożnej kobiet (2010/2011)
Puchar Polski w piłce nożnej kobiet w sezonie 2010/2011 – turniej o kobiecy Puchar Polski w piłce nożnej, zorganizowany przez Polski Związek Piłki Nożnej na przełomie 2010 i 2011 roku. Tytuł po raz drugi z rzędu zdobyła RTP Unia Racibórz, pokonując w finale Pogoń Women Szczecin 2:0.

## Wyniki (od ćwierćfinałów)

### Ćwierćfinały
Mecze ćwierćfinałowe rozegrane zostały 16 marca 2011 roku. Do kolejnej rundy awans uzyskały: AZS Wrocław, Pogoń Women Szczecin, RTP Unia Racibórz i AZS PSW Biała Podlaska.
| 16 marca 2011 16.00 CET | AZS Wrocław · Tarczyńska 38' (k) · Chojnowska 45', 46' | 3 – 1(2 – 1) | TS Mitech Żywiec · Łąckiewicz 41' |  |
|                         |                                                        |              |                                   |  |

| 16 marca 2011 15.00 CET | Medyk Konin · Szybińska 28' | 0 – 1(0 – 1) | Pogoń Women Szczecin |  |
|                         |                             |              |                      |  |

| 16 marca 2011 17.00 CET | KKP Bydgoszcz · Winczo 4', 36', 70', 75', 84' · Landeka 12' · Żelazko 56', 78' · Ištóková 74' | 0 – 9(0 – 3) | RTP Unia Racibórz |  |
|                         |                                                                                               |              |                   |  |

| 16 marca 2011 14.00 CET | Bronowianka Kraków · Gruszka 40' · Wróblewska 90' | 2 – 6(1 – 2) | AZS PSW Biała Podlaska · Ciupińska 18', 47', 88' · Gorbacewicz 21', 70' · Sikora 80' |  |
|                         |                                                   |              |                                                                                      |  |

### Półfinały
Spotkania półfinałowe rozegrano 3 maja 2011 roku. We Wrocławiu po dogrywce lepsze okazały się piłkarki ze Szczecina, natomiast raciborska Unia wysoko pokonała na wyjeździe drużynę z Białej Podlaskiej.
| 3 maja 2011 16.00 CET | AZS Wrocław · Tarczyńska 32' | 1 – 2 (d.)(1 – 0, 1 – 1) | Pogoń Women Szczecin · Barlage 85' · Legęć 99' |  |
|                       |                              |                          |                                                |  |

| 3 maja 2011 12.00 CET | AZS PSW Biała Podlaska | 0 – 4(0 – 1) | RTP Unia Racibórz · Żelazko 37', 90' · Wiśniewska 83' · Winczo 84' |  |
|                       |                        |              |                                                                    |  |

### Finał
W finale na stadionie w Kutnie, podobnie jak przed rokiem zmierzyły się ekipy z Raciborza i Szczecina. Lepsze ponownie okazały się Unitki, wygrywając tym razem 2:0.
| 12 czerwca 2011 15.00 CET | RTP Unia Racibórz · Żelazko 35' · Winczo 64' | 2 – 0(1 – 0) | Pogoń Women Szczecin | Stadion Miejski im. Henryka Reymana, Kutno |
|                           |                                              |              |                      |                                            |